# Сал махала
Сал махала или Салцката махала (на гръцки: Κωνσταντινάτο, Константинато, катаревуса: Κωνσταντινάτον, Константинон, до 1927 Σαλ Μαχαλάς, Сал Махалас) е село в Република Гърция, дем Сяр, област Централна Македония с 414 жители (2001).

## География
Селото се намира в Сярското поле, южно от град Сяр (Серес).

## История

### Етимология
Според Йордан Н. Иванов името е турското sal, а Салцката махала е побългарена форма.

### В Османската империя
През XIX век и началото на XX век Сал махала е чисто българско селище, числящо се към Сярската каза на Османската империя. В „Етнография на вилаетите Адрианопол, Монастир и Салоника“, отразяваща статистика от 1873 година, Сал мала (Salmala) има 8 домакинства с 29 жители българи.
В 1891 година Георги Стрезов определя селото като част от Сармусакликол и пише:
| „ | Сал махала, чифлик, който принадлежи на мнозина; намира се на ЮИ от Сяр. Земя плодородна както в Ени махала. 25 бълг. къщи; гръцка църква. | “ |

Според статистиката на Васил Кънчов („Македония. Етнография и статистика“) от 1900 година Салъ Махала брои 210 жители, всички българи-християни.
В първото десетилетие на XX век населението на селото е в лоното на Цариградската патриаршия. По данни на секретаря на Българската екзархия Димитър Мишев („La Macédoine et sa Population Chrétienne“) в 1905 година населението на Сал-Махала (Sal-Mahala) се състои от 272 българи патриаршисти гъркомани.

### В Гърция
През войната селото е освободено от части на българската армия, но след Междусъюзническата война остава в Гърция. В 1926 година името на селото е променено на Константинато, но официално промяната влиза в регистрите в следващата 1927 година.